# Drudo da Camino
Drudo da Camino, detto anche Drudone (XII secolo – 1200), è stato un vescovo cattolico italiano.

## Biografia
Probabile figlio di Guecellone II da Camino (o di Bartolomeo) e Sofia di Colfosco, fu vescovo di Feltre tra gli anni settanta e gli anni novanta del XII secolo.
Negli ultimi anni della sua vita assunse la guida anche della diocesi di Belluno, diventando quindi il primo di una lunga serie di vescovi che ressero contemporaneamente entrambe le diocesi.
Essendo stato vescovo negli anni del conflitto tra Comuni e Sacro Romano Impero, poté godere di privilegi imperiali e papali importanti e, per questo, presenziare a eventi di prestigio come la pace di Venezia del 1177 a cui parteciparono anche il padre e il fratello Gabriele II da Camino.
Sempre nel 1177 fu protagonista di una sentenza che stabiliva con precisione i confini dei pascoli di pertinenza della comunità di Lamon, sentenza che avrà strascichi per secoli.
Nel 1179 fece iniziare la costruzione delle mura di Feltre e trasferire quindi il cuore della città in un luogo più elevato, per facilitarne la difesa.
L'ultimo documento in cui compare risale al 1199; morì probabilmente lo stesso anno o entro l'inizio del febbraio 1200.